# Кондо, Минэ
Минэ Кондо (яп. 近藤ミネ, 1 сентября 1910, Тоёта, Айти — 20 мая 2025, Кота) — японская супердолгожительница, возраст которой подтверждён Группой геронтологических исследований (GRG) и Группой LongeviQuest (LQ). Она являлась 3-м старейшим живущим человеком в мире и старейшим живым человеком в Японии. Её возраст составлял 114 лет 261 день.

## Биография
Родилась 1 сентября 1910 года в деревне Икума (ныне часть города Тоёта) в префектуре Айти, пятой из семи братьев и сестёр.
В 20 лет она вышла замуж за фермера из Хигасихагира, в семье родилось девять детей. Однако выжили только шестеро из них — три сына и три дочери, трое детей скончались в раннем возрасте. Самого младшего ребенка она родила в 40 лет.
После замужества занималась сельским хозяйством, разводила шелкопрядов и делала бумагу ручной работы, одновременно воспитывая детей. Продолжала заниматься сельским хозяйством до 90 лет, выращивая овощи на своих полях.
Пока она не сломала бедро в возрасте 101 года, она могла толкать тележку вверх и вниз по крутому склону к своему дому. Примерно в возрасте 103 лет у нее возникла кишечная непроходимость, и ей сделали операцию. Врачи сказали ей, что на полное восстановление уйдет 3 месяца, но она поправилась за 4 дня и была выписана через 2 недели. После того как ей исполнился 101 год, она начала посещать детский сад в Нагое, а к 112 годам стала ходить в детский сад из своего дома дважды в неделю, для занятия каллиграфией.
В мае 2023 года, в интервью LongeviQuest, её семья сказала, что никогда не видела, чтобы она плохо отзывалась о других, что у неё позитивный характер, и что она никогда не переживает из-за мелких проблем. 5 августа 2024 года LongeviQuest нанесла праздничный визит и прислала букет цветов и памятную доску. На тот момент у нее было 16 внуков, 32 правнука и более 10 праправнуков.
До 114 лет жила дома со своей второй дочерью и внучкой, затем переехала в дом престарелых в городе Кота префектуры Айти, недалеко от дома своей младшей дочери, и часто навещала своих родных. В конце марта 2025 года была госпитализирована из-за аспирационной пневмонии и по состоянию на конец апреля 2025 года продолжала оставаться в больнице.
Скончалась 20 мая 2025 года в Коте, префектура Айти, Япония, в возрасте 114 лет и 261 дня.

## Рекорды долгожителя
- В возрасте 105 лет, её посетил мэр города Тойота. В качестве благодарности она подарила матерчатые сандалии ручной работы. В то время она сказала, что секрет её долголетия заключается в следующем: «Хорошо питаться и спать. А ещё — делать сандалии „дзори“ и заниматся ручным трудом».
- 2 марта 2023 года, после смерти 112-летней Сидзу Нарита, она стала старейшим жителем префектуры Айти.
- 26 марта 2023 года её возраст был подтвержден министром здравоохранения и социальных служб Японии Юми Ямамото и Ю Ли, а также GRG.
- 5 августа 2024 года Кондо посетили представители компании LongeviQuest Юми Ямамото и Бен Мейерс, которые вручили ей табличку, подтверждающую её статус старейшего жителя префектуры Айти.
- 1 сентября 2024 года стала 58-м жителем Японии и 224-м жителем мира, отметившим своё 114-летие.
- 29 декабря 2024 года, после кончины 116-летней Томико Итоока, она стала 5-м старейшим жителем в мире и 2-м старейшим в Японии, после Окаги Хаяси.
- 26 апреля 2025 года, после смерти Окаги Хаяси, она стала 4-м старейшим жителем мира и старейшим из ныне живущих людей в Японии[6].
- 30 апреля 2025 года, после смерти Ины Канабарро Лукас, она стала 3-м старейшим жителем мира.
- 12 мая 2025 года вошла в число 100 старейших людей в истории